# Ethirastis
Ethirastis é um gênero de mariposa pertencente à família Acrolepiidae.